# 京都府立圖書館

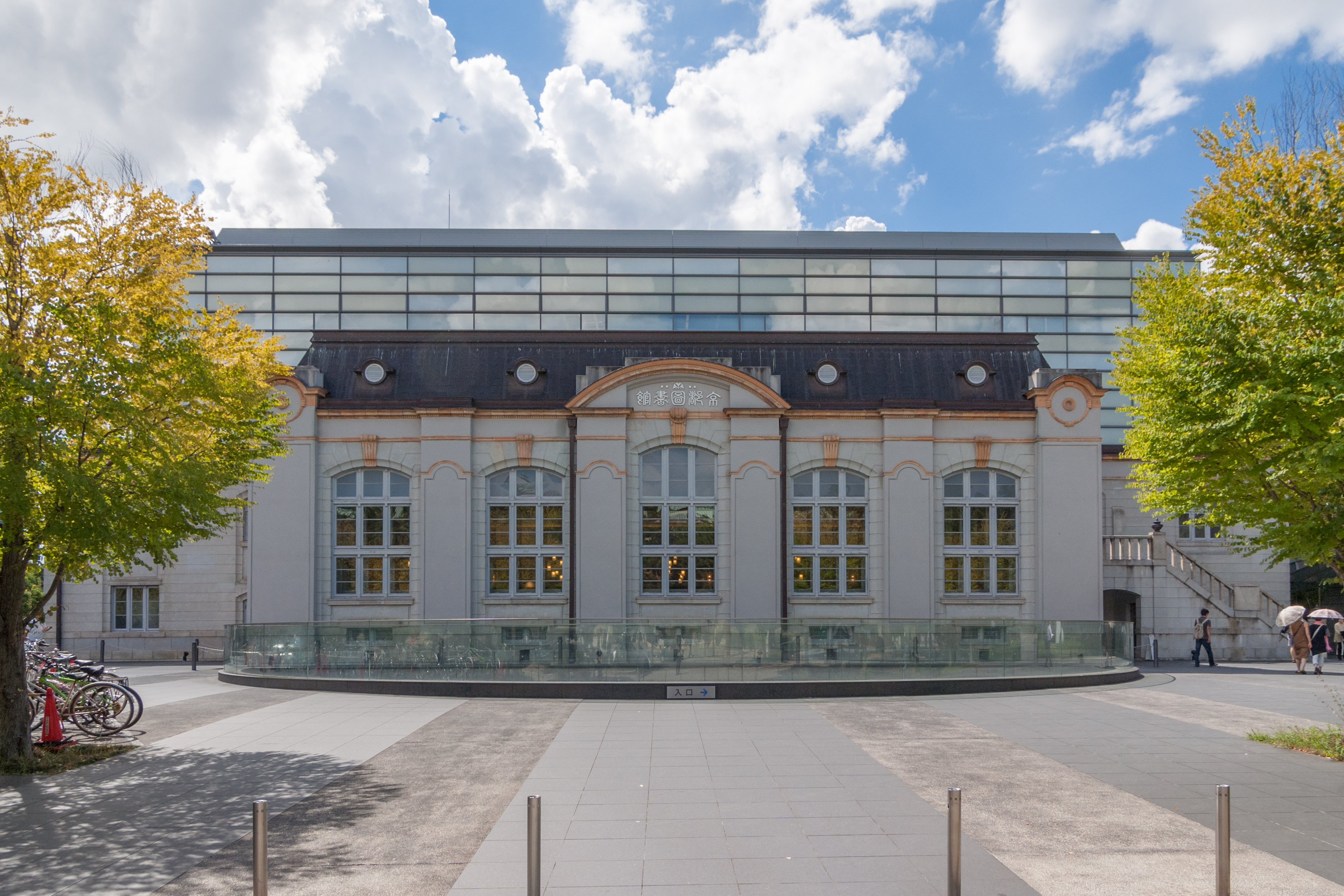
京都府立圖書館

京都府立圖書館（日语：／ Kyōto furitsu toshokan */?）是位於日本京都府京都市左京區岡崎成勝寺町9的一座圖書館，其前身是日本首座公立公開圖書閱覽設施「京都集書院」。
現在的圖書館開業於1909年。圖書館有地上4層地下2層，面積7,478平方米，館藏數超過120萬冊。

## 年表
2020年：為了防止2019冠状病毒病傳播實施臨時休館
2022年：新增了電子書籍借閱服務

## 外部連結
- 京都府立図書館 （页面存档备份，存于）